# 井田勝通
井田 勝通（いだ まさみち、1942年3月3日（83歳） -）は、日本のサッカー指導者、元サッカー選手。
元静岡学園高等学校監督。

## 略歴
満州の奉天（現在の中華人民共和国遼寧省瀋陽市）で生まれ、静岡県焼津市で育つ。高校は静岡県立静岡高等学校に進学し、サッカー部に所属し長池実の指導を受けた。1浪後に慶應義塾大学経済学部へ進学し体育会ソッカー部に所属。4年次に慶應義塾高等学校サッカー部を指導し好成績を収めた事が後に指導者を志すきっかけとなった。
卒業後は静岡銀行に就職し県社会人リーグで選手として活躍を続けていたが、堀田哲爾と長池が主催した指導者講習会を受講したことで再び指導者の道を志すことを決意。1970年に静岡銀行を退職し、日本サッカー協会コーチングスクールに参加、公認指導員の認定を受けた。その後、ヨーロッパを旅して見聞を広めた。
1972年12月に静岡学園高等学校の監督に就任。1977年の高校選手権ではラテンスタイルの個人技を重視したサッカーで旋風を起こし準優勝に導いた（後述）。個人技のサッカーは静岡学園の代名詞となり、サッカーファンから支持を受ける一方で静岡県予選を突破して全国大会へ出場することが出来ない状態が続いたが、1992年の高校選手権で13年ぶりの出場を果たしベスト8進出、1995年には鹿児島実業高等学校との同時優勝ながら初の選手権優勝に導いた。その後も、高校選手権ベスト4進出1回（1996年）、全日本ユース選手権準優勝1回（2003年）等の結果を残している。また、三浦泰年・知良（中退）兄弟、森下申一を始め、数多くの教え子を日本代表やJリーグに輩出した。
2008年12月に、同年度限りでの監督退任が発表された。

### 第55回全国高等学校サッカー選手権大会（昭和51年度）
井田は「テクニックには頼るが、スピードには頼らない」という方針の下に選手を育成した。ゆったりとしたペースでパスを丁寧に回し、ドリブルで相手を抜き去る事で攻撃を組み立てゴールに迫るサッカーは、個人能力以前にスピードで勝負する傾向にあった当時の日本サッカーに対する強烈なアンチテーゼであり、異色な存在であった。
システムはWMシステム（3-2-2-3）を採用し、当時主流であった4-3-3の学校に対抗した。WMシステムは当時、時代遅れといわれ、スイーパーを置かない3バックでの守備には不安があるとの批判もあったという。これに対し井田はシステムに囚われず、ハーフバックに位置する杉山誠、実の双子（共に1年生）に守備を担当させた。
井田は杉山兄弟とインナー（現在の攻撃的MF）に位置する宮本昭義（3年生）と三浦哲治（2年生）の4人で構成される中盤がミスをしなければ心配ないと考えていたという。またフォワードでは右ウイングの宮原真司（1年生）は技巧的なドリブルを見せ、小柄なセンターフォワードの有ヶ谷二郎（3年生）が得点を重ねた。
静岡県予選決勝で東海大一高校を再延長戦の末に下し選手権初出場を成し遂げると、全国大会では準々決勝の古河一高校（茨城県代表）戦では1失点を許したものの、準決勝まで得点16失点1の快進撃をみせ初出場で初の決勝戦進出を成し遂げた。
決勝戦の浦和南高校では、開始1分に先制を許し前半16分までに0-3とリードを許す展開ながら、あくまでも自分達のスタイルを押し通した。後半に入り2度に渡って3得点差を許す苦しい展開から、後半30分に三浦のヘディングシュートで3-5、後半37分に宮原の個人技からシュートが決まり、4-5と1点差にまで追い詰めた。試合終盤に1点を追う展開ながらもスピードに頼らず、ドリブルを多用してじわりじわりと敵陣に迫る終盤の試合展開に、浦和南高監督の松本暁司は「心臓の音が聞こえてくるようだった」という言葉を残している。
試合は4-5で敗れ準優勝に終わったものの、静学のサッカーは、この大会では2連覇を成し遂げた浦和南高校よりも鮮烈な印象を残した。また、浦和南高との決勝戦は「史上最高の決勝戦」と呼ばれ語り草となっている。

### 第74回全国高等学校サッカー選手権大会（平成7年度）
1995年12月30日から1996年1月8日まで10日間にわたり国立競技場を中心に大会が行われた。伝統のテクニックにパスワークを備えたチームは初戦から順当に勝ち上がり、決勝の相手はともに初優勝を目指す鹿児島実業となる。晴天の前半は、静学のテクニックとパスワーク。暗雲と小雨の後半以降は、鹿実のスタミナとパワーが冴えた。静岡学園が2点をリードするも終了間際に追いつかれ、延長戦でも決着がつかず、決勝にはPK戦が導入されていなかったため、史上7度目、平成最後となる両校優勝という形で幕を閉じた。両校優勝となったが、静岡学園にとって悲願の全国大会初優勝を果たす。
＜選手権戦績＞
1回戦：6-0 東山（塩川2、石井、森山、桜井、森川）
2回戦：4-1 前橋商（塩川、森山、石井、深澤）
3回戦：2（7PK6）2 富山第一（森山、三澤）
準々決：4-1 佐賀商（石井2、桜井、森山）
準決勝：1（5PK4）1 東福岡（久保田）
決 勝：2（0延0）2 鹿児島実（森山、石井）

## 所属クラブ
- 静岡市立城内中学校
- 静岡県立静岡高等学校
- 慶應義塾大学

## 指導歴
- 慶應義塾高等学校
- 静岡学園高等学校

## 関連書籍
- 『プロ育てはオレにまかせろ!井田勝通監督の選手育成20年のノウハウ』 大貫哲義 PHP研究所 1993 ISBN 4569540228